# Mariakerk (Bremerhaven-Geestemünde)
De Mariakerk (Duits: Marienkirche) is een protestants-luthers kerkgebouw in Bremerhaven-Geestemünde.

## Geschiedenis

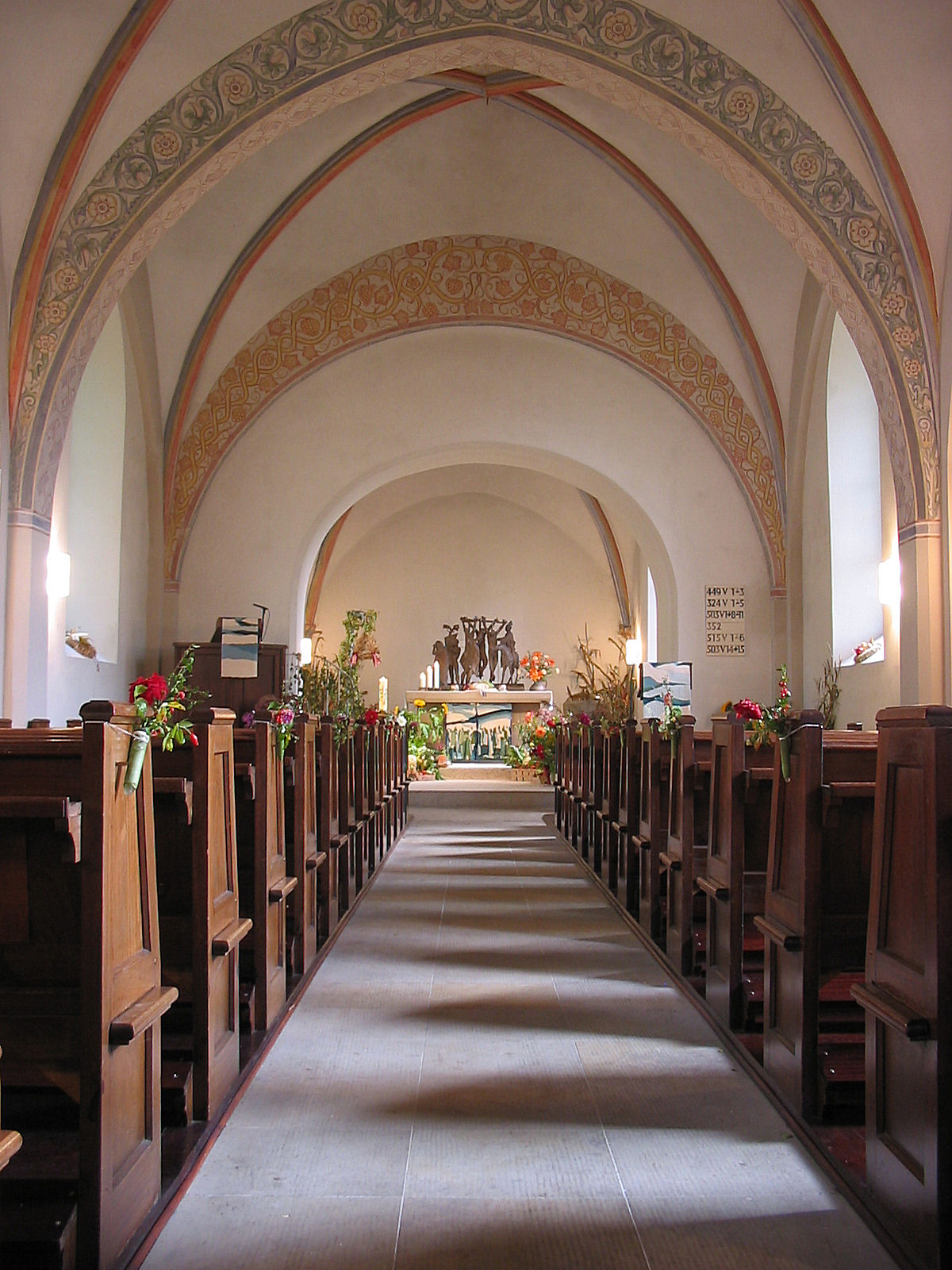
Interieur

Een exacte tijd voor de stichting van een kerkgebouw in de voor het eerst in 1139 genoemde plaats Geestenthorp (Geestendorf, tegenwoordig Geestemünde) is niet te geven. Aangenomen wordt echter dat de boerengemeenschap in het begin van de 13e eeuw een kleine, aan de heilige maagd Maria gewijde, kapel tot hun beschikking had. In een aflaatdocument van paus Eugenius IV wordt deze kapel als ruïne omschreven. Ergens in deze tijd werd het kerkschip vergroot of opnieuw gebouwd. Wanneer de toren met een basis van granieten keien werd gebouwd blijft eveneens onbekend. 
De Mariakerk raakte in de onrustige periode van de Dertigjarige Oorlog (1618–1648) zwaar beschadigd. Muurankers boven de galmgaten van de toren getuigen van het herstel van de kerk in 1663. In het jaar 1742 werd aan de zuidelijke muur van de kerk een zonnewijzer aangebracht.   
Door aanbouwsels in 1907 veranderde het aanzien van de Mariakerk. Op de oostelijke zijde werd het bouwwerk met een sacristie en verwarmingsruimte vergroot.  
Tijdens een luchtaanval op 18 september 1944 werd de middeleeuwse kerk getroffen en dermate zwaar beschadigd, dat slechts de buitenmuren en de muren van de toren bleven staan. 
Na de oorlog werd de kerk herbouwd en op 7 maart 1954 vond de officiële inwijding van de herstelde Mariakerk plaats. Op 6 oktober 1957 speelde het nieuwe 16 registers tellende orgel voor het eerst in de kerk. Sinds het voorjaar van 1964 bezit de kerk ook weer een volwaardig gelui van drie klokken. De bogen en traveeën van de kerk werden in 1979 beschilderd en ook het altaar kreeg toen een nieuw kunstwerk van de Duitse beeldhouwer Karl-Henning Seemann uit Stuttgart, die ook het reliëf boven de kerkdeur heeft gemaakt. Op het altaar staat een bronzen kruisigingsgroep. Het bronzen reliëf in het boogveld boven de kerkdeur toont de Noach's ark met de vredesduif. 
De kerk is sinds 1977 een beschermd monument.